# World Trigger
World Trigger (jap.: ワールドトリガー Wārudo Torigā), auch in Kurzform als WorTri (ワートリ Wātori) bekannt, ist eine japanische Manga-Serie, die von Daisuke Ashihara geschrieben und gezeichnet wurde. Sie erscheint seit 2013 in Japan und wurde von Toei Animation als Anime-Fernsehserie adaptiert, die von 2014 bis 2016 sowie von 2021 bis 2022 ausgestrahlt wurde.

## Handlung
In der Stadt Mikado öffnet sich eines Tages plötzlich ein Tor zu einer anderen Welt. Monster, die „Nachbarn“ genannt werden, tauchen vom Tor aus auf. Menschen sind zunächst überwältigt, als sich herausstellt, dass ihre Waffen gegen die Monster nutzlos sind, bis eine mysteriöse Organisation auftaucht, die die Angriffe der Nachbarn abwehren kann. Die Organisation heißt „National Defense Agency“ oder „Border“ und hat die Nachbartechnologie „Triggers“ verwendet, mit der der Benutzer eine interne Energie namens Trion kanalisieren und als Waffe oder für andere Zwecke verwenden kann. Durch Aktivieren eines Auslösers wird der Körper der Benutzer durch einen Kampfkörper aus Trion ersetzt, der stärker und widerstandsfähiger ist.

## Veröffentlichung
Der Manga wurde ursprünglich von Februar 2013 bis November 2018 im Magazin Shūkan Shōnen Jump veröffentlicht. Im Dezember 2018 wechselte die Serie ins Jump Square. Die Kapitel wurden vom Verlag Shūeisha gesammelt in 28 Tankōbon-Bänden herausgegeben (Stand: Februar 2025). Eine englische Übersetzung erscheint bei Viz Media, eine französische bei Kazé, eine italienische bei Edizioni Star Comics und eine chinesische bei Tong Li Publishing.

## Anime-Adaption
Die Anime-Adaption wurde von Toei Animation produziert, Regie führte Mitsuru Hongo. Hauptautor ist Hiroyuki Yoshino geleitet. Toshihisa Kaiya und Hitomi Tsuruta sind die Charakterdesigner und leiten die Animationsarbeiten. Die Computeranimationen entstanden unter der Leitung von Yasuhiro Kato, die künstlerische Leitung lag bei Shinichi Imano. Die erste Staffel mit 73 Folgen wurde von 5. Oktober 2014 bis 3. April 2016 von TV Asahi ausgestrahlt.
Vom 10. Januar bis 4. April 2021 erschien eine zweite Staffel, eine dritte folgte vom 10. Oktober 2021 bis 23. Januar 2022. Beide erschienen erneut bei Toei Animation, nun unter Regie von Morio Hatano. Im Übrigen blieb das Team in allen drei Staffeln identisch.

### Synchronisation
| Rolle         | japanischer Sprecher (Seiyū) |
| ------------- | ---------------------------- |
| Yuma Kuga     | Tomo Muranaka                |
| Yuichi Jin    | Yuichi Nakamura              |
| Osamu Mikumo  | Yūki Kaji                    |
| Chika Amatori | Nao Tamura                   |
| Kirie Konami  | Rie Kugimiya                 |
| Yotaro Rindo  | Megumi Urawa                 |
| Hyuse         | Nobunaga Shimazaki           |
| Soya Kazama   | Hikaru Midorikawa            |
| Kohei Izumi   | Kaito Ishikawa               |
| Shuji Miwa    | Masakazu Morita              |

### Musik
Die Musik der Serie wurde von Kenji Kawai komponiert. Die Vorspannlieder sind:
- Girigiri von Sonar Pocket
- Ashita no Hikari (アシタノヒカリ) von AAA
- Dream Trigger (ドリームトリガー) von Pile
- Force von Tomorrow X Together

Die Abspanne sind unterlegt mit den Liedern:
- Ashita no Hikari von AAA
- Dream Trigger von Pile
- Mirai Eigō von Kami wa Saikowo wo Furanai